# Ouézindougou
Ouézindougou est une localité située dans le département de Sabou de la province du Boulkiemdé dans la région Centre-Ouest au Burkina Faso.

## Géographie
La commune est traversée par la route nationale 1.

## Éducation et santé
Le village possède une école primaire publique.